# Боршберг, Андре
Андре Боршберг (родился 13 декабря 1952 года) — швейцарский предприниматель, исследователь, и пилот. Соучредитель проекта Solar Impulse, первого в истории кругосветного полета на солнечной энергии, успешно завершенного в июле 2016 года. Во время этапа Япония-Гавайи Андре побил мировой рекорд по самому продолжительному одиночному перелету на самолёте любого вида: 117 часов 52 минуты, побив рекорд Стива Фоссета 2006 года. Перед этим, 7 июля 2010 года, Андре совершил первый 24-часовой полет на солнечной энергии. Этот полет установил рекорды по самому продолжительному полету человека на солнечной энергии и максимальной высоте, достигнутой пилотируемым летательным аппаратом на солнечной энергии.
В настоящее время ему принадлежит 14 мировых рекордов FAI. Его новый рекорд самого продолжительного одиночного полета на самолёте любого типа: 117 часов 52 минуты.
Боршберг летал пилотом реактивного самолёта в ВВС Швейцарии до своей работы в Solar Impulse. Инженер по образованию и выпускник школы менеджмента MIT Sloan, он объединился с Бертраном Пикаром в качестве генерального директора, соучредителя и пилота Solar Impulse.
За свою роль в продвижении и личном пилотировании Solar Impulse Андре был награждён Королевским шотландским географическим обществом медалью Мунго Парка в 2018 году.

## Карьера до Solar impulse
Увлеченный авиацией с ранней юности, Андре Боршберг обучался в качестве пилота в швейцарских военно-воздушных силах, летая сначала на De Havilland DH.112, а затем на Hawker Hunter и Northrop F-5. Сегодня он имеет лицензии как профессиональных пилотов самолётов и вертолётов, так и в свободное время занимается высшим пилотажем.
После окончания Федеральной политехнической школы Лозанны (EPFL) по специальности «механика и термодинамика» он дополнил свое обучение степенью магистра управленческих наук в Школе менеджмента Слоуна Массачусетского технологического института, которой предшествовали сертификаты по финансовому менеджменту и бизнес-менеджменту в HEC Lausanne. Сначала он присоединился к McKinsey, одной из ведущих мировых бизнес-консалтинговых компаний, в качестве консультанта в течение пяти лет, прежде чем начать свою предпринимательскую деятельность.
Первоначально он стал партнером венчурной компании Lowe Finance. Вместе с технической командой EPFL он стал соучредителем Innovative Silicon, технологической компании в области микропроцессорной памяти.

## Solar impulse
Самый продолжительный беспосадочный перелет на самолёте в одиночку в истории (4 дня, 21 час и 51 минута) совершил Андре Боршберг на швейцарском солнечном самолёте Solar Impulse 2 (2015).
Андре Боршберг и Бертран Пикар выпустили в 2017 году книгу Objectif Soleil о том, как они пережили проект Solar Impulse.

### Управление
Боршберг возглавляет проект Solar Impulse вместе с Бертраном Пикаром в качестве генерального директора, возглавляя команду из 65 специалистов и многочисленных партнеров.

### Инженерное дело
Как инженер-механик и пилот, он руководит постройкой самолёта и подготовкой к полетам. «Нам нужно найти способ построить самолёт, который был бы сверхпрочным и сверхлегким одновременно, и, прежде всего, чрезвычайно эффективным с точки зрения энергопотребления, чтобы для полета требовалось лишь крохотное количество энергии. Но с такая же степень сопротивления, как у обычного самолёта. Отсюда большая сложность проекта, который дает истинное представление о его философии и его целях».

### Медицинский партнер
Отделение неотложной помощи Hirslanden Clinique Cecil является официальным медицинским партнером мирового турне Бертрана Пикара и Андре Боршберга для компании Solar Impulse.

### Миссии Solar Impulse 1
- Ночной полет на Solar Impulse:

7 июля 2010 года Андре Боршберг впервые в истории налетал 26 часов на самолёте Solar Impulse, демонстрируя при этом возможность летать днем и ночью, используя только солнечную энергию для приведения в движение самолёта.
- Европейские солнечные полеты:

Solar Impulse HB-SIA, пилотируемый Андре Боршбергом, выполнил три международных рейса во время европейской кампании: из Пайерна в Брюссель 13 мая (630 км), из Брюсселя в Париж-Ле-Бурже 14 июня (395 км) и из Парижа-Ле-Бурже в Пайерн 3 июля (426 км).
- Трансконтинентальный перелёт:

Solar Impulse, пилотируемый поочередно Андре Боршбергом и Бертраном Пикаром, совершил свой первый межконтинентальный рейс в 2012 году из Швейцарии (Пайерн) в Тулузу, а затем в Марокко.
- Полёты в США:

Solar Impulse завершила исторический перелет через Соединённые Штаты за двухмесячный период лета 2013 года. Два пилота Бертран Пикар и Андре Боршберг вылетели из Сан-Франциско в Нью-Йорк, останавливаясь по пути в городах.
С целью первого в мире кругосветного полета на солнечной энергии, начатого 9 марта 2015 года, эти полеты предоставили хорошие возможности для обучения с точки зрения места солнечных самолётов в международном воздушном сообщении и возможностей посадки в международных аэропортах.

### Миссии Solar Impulse 2
В них он по очереди управлял самолётом со своим партнером Бертраном Пикаром во время первого в истории кругосветного полета на солнечной энергии, успешно осуществленного в июле 2016 года.

### Мировые рекорды FAI
Андре Боршберг установил 8 мировых рекордов FAI, летая на Solar Impulse 1. Во время трех исторических полетов (ночной рейс 2010 г., рейс Payerne в Мадрид в 2012 г. и из Феникса в Даллас в 2013 г.) он был награждён 8 мировыми рекордами FAI: свободное расстояние, свободное расстояние по маршруту, прямое расстояние, прямое расстояние, предварительно заявленные путевые точки, расстояние по маршруту, продолжительность, абсолютная высота, набор высоты.
На Solar Impulse 2 он побил рекорд самого продолжительного одиночного полета, ранее установленный Стивом Фоссетом. 3 июля 2015 года Боршберг совершил перелет на самолёте, работающем на солнечной энергии, между Нагоя (Япония) и Калаэлоа, Гавайи (США), в течение 4 дней 21 часа 52 минуты.

### H55
В начале 2017 года Боршберг стал соучредителем швейцарского технологического стартапа H55 из Сиона. H55 — технологический продукт Solar Impulse. Компания разрабатывает и продает электрические двигательные установки для производства самолётов.
В 2017 году компания запустила свой первый самолёт Aerol, а в 2019 году — Bristell Energic.